# 斎藤純
斎藤 純（さいとう じゅん、1957年1月5日 -）は、日本の作家、小説家。戸籍上は齋藤純であり、斎藤純はペンネームである。

## 人物
岩手県盛岡市出身。岩手県立盛岡第四高等学校、立正大学文学部哲学科卒業。コピーライターを経て1985年エフエム岩手に入社。FMディレクターの仕事の傍ら、1988年『テニス、そして殺人者のタンゴ』で作家デビューを果たし、1991年に小説家として独立。1994年、短編『ル・ジタン』で第47回日本推理作家協会賞短編部門受賞。2000年、フジテレビ系列にて放送の連続ドラマ『モナリザの微笑』（江口洋介主演）の企画コンセプトを元に、同名の競作小説を手がける（新潮社刊）。
2001年に、それまで13年住んだ神奈川県川崎市から、生まれ故郷の盛岡市に移住し、現在も在住。郷里の文化発信事業に関わるようになる。2003年には盛岡市長選挙に立候補し、落選したものの一定の支持を受け健闘する。
また、同人誌「北の文学」で作品が受賞。のち、2009年から「北の文学」編集委員をつとめる。
音楽、絵画に造詣が深く、2009年に岩手町立石神の丘美術館芸術監督に就任している。
2022年11月、郷里の文化振興への貢献が評価されて「いわて暮らしの文化特別知事表彰」を受ける。
ホンダCB1100EXを駆るツーリングライダーで（以前はヤマハ・SR400、カワサキ・W650、BMW・R1150Rに乗っていた）、ビアンキボルペ・トレック300、ジャイアントOCRコンポジット1でのサイクリングも趣味としている。しばしば自転車やオートバイでツーリングに出かけるが、立ち寄る店、施設の臨時休業に見舞われることが多く、本人はそれを「ガァーン」と表現し、アルバム化している。

## 作品リスト

### 小説
- 『辛口のカクテルを』（熊谷印刷出版部、1984 後 出版芸術社、1995） - 短編集
- 『テニス、そして殺人者のタンゴ』（講談社、1988 のち講談社文庫）
- 『ダークネス、ダークネス』（講談社、1989 のち講談社文庫 1993 ※『海へ、そして土曜日』に改題、大幅に加筆改稿）
- 『黒のコサージュ』（角川書店、1991） - 短編集
- 『レボリューション』（角川書店、1993）
- 『二人の夏』（実業之日本社、1993） - 短編集
- 『百万ドルの幻聴』（新潮社、1993 のち文庫）
- 『ル・ジタン』（双葉社、1994 のち文庫）- 短編集
- 『恋太郎、危機一発』（スコラノベルス、1994）
- 『葬列の朝』（講談社、1995 のち講談社文庫）
- 『暁のキックスタート』（廣済堂出版、1996）
- 『黄金の女たち』（実業之日本社、1996）
- 『夜の森番たち』（双葉社、1997）
- 『雨の日の来訪者』（集英社、1997）
- 『ダガー～虚幻の刃』（実業之日本社、1997） - 連作短編集
- 『凍樹』（講談社、1998）
- 『七番目の方角』（日本放送出版協会、1999）- 短編集
- 『モナリザの微笑』（新潮社、2000 のち光文社文庫）
- 『森からの使者』（徳間書店、2001）
- 『沈みゆく調べ』（徳間書店、2004）
- 『銀輪の覇者』（早川書房、2004 のち上下巻に分冊、ハヤカワ文庫）
- 『龍の荒野』（小学館、2004)
- 『銀輪に花束を』（小学館、2010)
- 『ブルースの聞こえる夜』(アドレナライズ、2020) - オリジナル短編集(電子書籍)
- 『イーストリバーを渡った女』(アドレナライズ、2020) - オリジナル短編集(電子書籍)
- 『水曜の朝、午前3時』(アドレナライズ、2020) - オリジナル短編集(電子書籍)

### ノンフィクション
- 『オートバイ・ライフ』 （文藝春秋、1999）
- 『ツーリング・ライフ 自由に、そして孤独に』（春秋社、2001）
- 『音楽のある休日』（河出書房新社、2002）
- 『オートバイの旅は、いつもすこし寂しい。』（徳間書店、2004）
- 『ペダリスト宣言！』（日本放送出版協会、2007）